# 구 춘화당 한약방
구 춘화당 한약방은 전라남도 목포시 죽동에 있다. 2013년 7월 8일 목포시의 문화유산 제24호로 지정되었다.

## 개요
일제강점기 구 중앙공설시장에서 목포역 쪽으로 올라가는 도로변의 우측에 자리 잡은  근대한옥건물이다. 한동안 ‘춘화당’이라는 한약방으로 사용되어 목포사람에게는 춘화당 건물로 기억되고 있다. 건물 내부에 있는 상량문(己巳)을 통해 본 가옥은 1929년에 지어진 것임을 알 수 있다. 현재 알려진 바로는 이 건물의 원주인은 ‘최섭’이었다. 최섭은 광복후 미군정기에 목포시장을 맡았던 인물이다. 최섭은 일제강점기 세브란스의전을 졸업하고, 목포에서 부란취병원 원장 등을 지내며, 의사로 활동했다. 광복 후에는 1947년 정명여학교가 재개교 할 당시 교장을 지내기도 했던 목포의 유명 인사였다. 본건물이 춘화당으로 사용된 것은 1980년대이며, 최근 주식회사 유진투자가 매입하여, 일부 리모델링을 거쳐 ‘목포 1935’라는 이름의 게스트 하우스(한옥 호텔)로 활용하고 있다.